# Verchnij Landech
Verchnij Landech (anche traslitterata come Verhnij Landeh) è una cittadina della Russia europea centrale, situata nella oblast' di Ivanovo; appartiene amministrativamente al rajon Verchnelandechovskij, del quale è il capoluogo.
La località si trova nella parte sudorientale della oblast', lungo le sponde del piccolo fiume Landech, in una zona caratterizzata da foreste e paesaggi naturali tipici della Russia centrale. La regione è nota per la sua cultura unica, in cui convivono influenze russe e tradizioni del popolo Mari, una delle minoranze etniche indigene della Russia.
L'insediamento viene attestato nelle cronache locali a partire dall'anno 1621.